# 배천군
배천군(白川郡)은 조선민주주의인민공화국 황해남도 동남단에 있는 군이다.

## 지리
동쪽으로 예성강을 사이에 두고 개성시와 인접해 있으며 남쪽은 황해이다. 서쪽은 연안군, 북쪽은 봉천군에 면해 있다.
중부와 남부는 례성강이 흐르는 연백평야에 속한 평야지대이며, 남부의 황해 바닷가에는 간석지가 발달해 있다. 간석지 개간으로 논이 많은 면적을 차지한다.

## 역사
| Daedongyeojido (Gyujanggak) 12-05.jpg | Daedongyeojido (Gyujanggak) 12-04.jpg |
|                                       |                                       |

례성강 남쪽 하구 배천군 일대에는 례성항(禮成港)이 존재하였는데, 고려에서 중국의 송나라와 교섭할 때 이곳에서 모든 배를 띄워 예절 있게 맞아들이고 다시 바래다 주었던 강이라 례성(禮成)이라는 이름을 가지게 되었다. 고려 시대 송나라 상인들의 왕래가 많았을 때의 사실을 노래한 례성강곡(禮成江曲)이라든가 례성강가에 와서 살던 중국 창녀들을 소재로 한 들놀이 '당녀소매무(唐女小梅舞)등의 지역 민중예술이 전해진다.
일제강점기에는 서쪽으로 이웃한 연안군과 합해 연백군에 속했지만 해방 후에 연안군과 배천군으로 분리되었다.
일제 강점기에 배천온천이 개발되어 경성(서울)에 가까운 온천의 하나로서 번성하였다.
- 고구려 - 도납현이 놓여졌다.
- 신라 - 구택으로 불리며 해고현에 속했다.
- 고려 - 충익현, 부흥군, 백주(배주)로 불렸다.
- 1413년 - 배천군이 놓여져 경기도로부터 황해도로 관할이 옮겨졌다.
- 1526년 - 배천현이 되었다.
- 1535년 - 군으로 복귀하였다.
- 1895년 - 해주부 배천군에 속하였다.
- 1914년 - 배천군과 연안군이 합병해 연백군이 되었다(1읍 19면).
- 1952년 12월 - 연백군이 분할되어 배천군으로서 편성되었다.

## 관광
배천군 주민들은 고수를 먹는 문화를 가지고 있고 명절에는 만두를 올린다.

## 행정 구역
배천군은 1읍(배천읍(白川邑)), 1구(봉량로동자구(鳳兩勞動者區))와 26리(강호리(江湖里), 금곡리(金谷里), 금산리(金山里), 금성리(錦城里), 룡동리(龍東里), 류천리(柳川里), 문산리(文山里), 물길리(勿吉里), 방현리(放峴里), 봉화리(烽火里), 석산리(石山里), 수복리(壽福里), 수원리(水源里), 신월리(新月里), 역구도리(驛驅嶋里), 오봉리(梧鳳里), 운산리(雲山里), 원산리(圓山里), 일곡리(日谷里), 정촌리(亭村里), 창포리(昌浦里), 추정리(楸井里), 향정리(杏亭里), 홍현리(紅峴里), 화산리(花山里), 화양리(花陽里))로 구성되어 있다.